# Tạ An

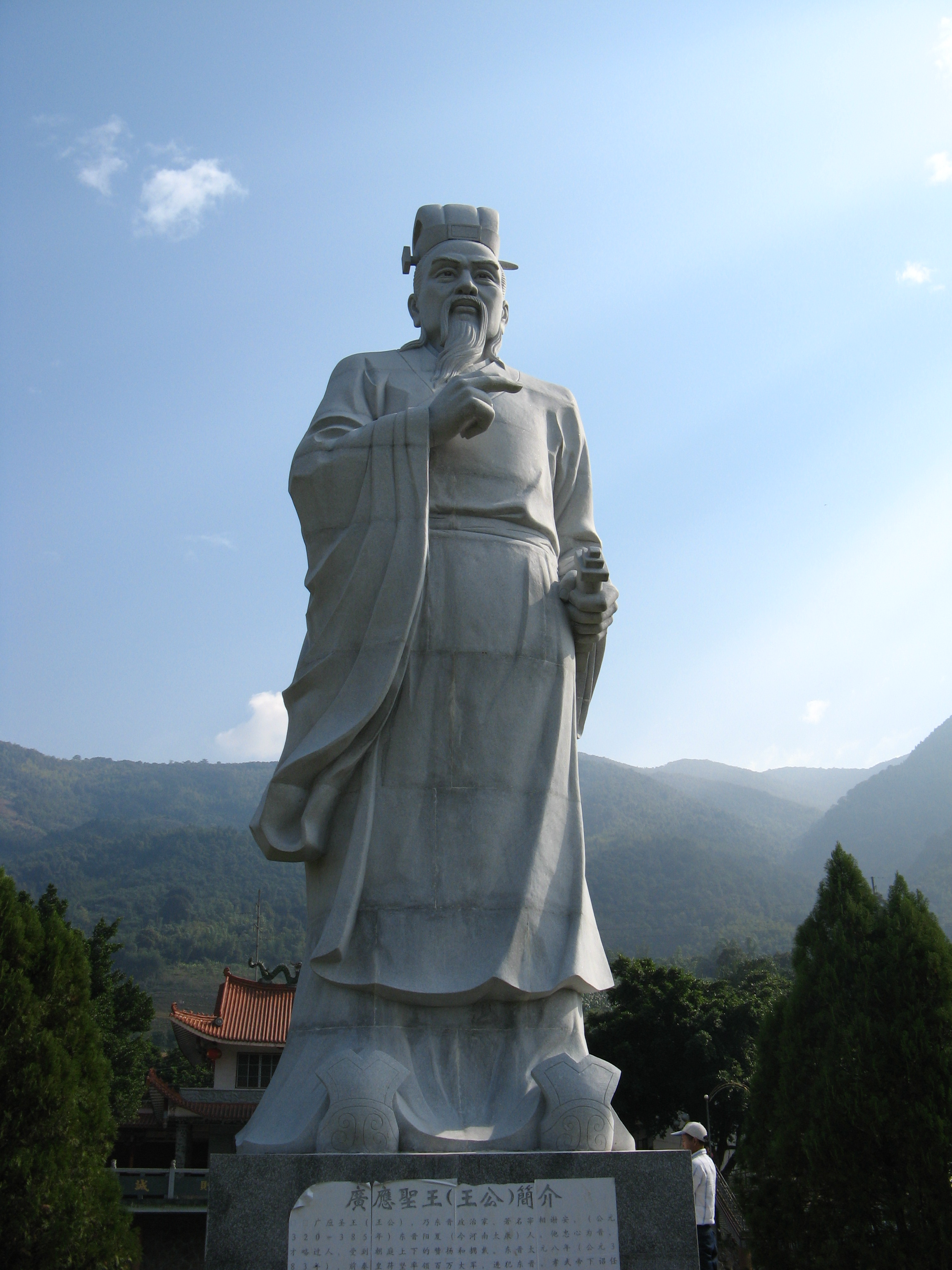
Tượng Tạ An

Tạ An (chữ Hán: 謝安, 320 - 385), tên tự là An Thạch (安石), nguyên quán ở huyện Lịch Dương, Trần quận, là nhà chính trị, quân sự lớn và đại thần dưới thời Đông Tấn trong lịch sử Trung Quốc.
Ngay từ thời trẻ, Tạ An đã tỏ ra là người thông minh, nhân trí, được nhiều người đánh giá cao. Khi trưởng thành, ông từ chối chức quan nhỏ được nhận, về ẩn cư ở Đông Sơn vui thú điền viên. Mãi đến năm 360, khi tuổi gần 40, Tạ An mới tái xuất, trở lại triều đình làm quan, giữ chức Tư mã dưới quyền thái úy Hoàn Ôn. Về sau, ông được Thừa tướng-Cối Kê vương Tư Mã Dục tiến cử lên chức thái thú Ngô Hưng, không bao lâu sau lại được thăng lên làm Thị trung rồi Lại bộ thượng thư kiêm lĩnh Trung Hộ quân. Khi Tấn Giản Văn Đế lâm bệnh nặng, muốn truyền ngôi cho Hoàn Ôn, nhưng cuối cùng bỏ di chiếu đi. Ngay sau khi Giản Văn Đế qua đời, Hoàn Ôn lập tức đưa quân muốn tiêu diệt ông và Vương Thản Chi, nhưng Tạ An không ngần ngại ra thành áp chế Hoàn Ôn, khiến Hoàn Ôn không dám làm gì. Sau đó, ông tiếp tục trợ giúp đắc lực cho vua mới nối ngôi là Tấn Hiếu Vũ Đế, được thăng lên làm Thượng thư bộc xạ, Hậu tướng quân rồi Dương châu thứ sử kiêm Trung thư giám, Lục thượng thư sự, đô đốc các châu quận, Thái bảo, Vệ tướng quân, nắm được nhiều quyền lực lớn trong triều. Trong những năm đầu thời Hiếu Vũ Đế, Tạ An và nhiều thành viên trong gia tộc tích cực lo việc phòng thủ trước sự xâm lược của nước Tiền Tần ở phía bắc, kết quả giành được thắng lợi vang dội trong trận Phì Thủy vào năm 378, giải quyết được mối đe dọa từ phương bắc. Từ đó quyền lực của họ Tạ lấn át được cả triều đình, khiến tông thất nhà Tấn lo lắng. Đến năm 384, nhân Tiền Tần rối loạn, Tạ An đưa quân bắc phạt hòng thu phục lại miền bắc, lấy lại hai châu Lương, Ích, khiến ranh giới Nam-Bắc dời đến Hoàng Hà, mở rộng đáng kể lãnh thổ của nhà Tấn. Sau chiến công này, Tạ An chủ động từ bỏ quyền lực để tránh sự nghi ngờ của triều đình, đến ngày 22 tháng 8 năm 385, ông lâm bệnh và mất ở Kiến Khang, hưởng thọ 66 tuổi, được triều đình ban tặng chức vị Thái phó, tước vị Lư Lăng quận công, thụy là Văn Tĩnh và được an táng với lễ nghi long trọng.
Ngoài những đóng góp trên lĩnh vực chính trị, Tạ An cũng để lại cho hậu thế nhiều áng văn hay như Lan Đình thi và nhiều câu danh ngôn nổi tiếng. Ông được sử sách đánh giá là một vị quan chính trực, tuy nắm nhiều quyền lớn nhưng không hề tỏ ra kết bè kết phái lũng đoạn triều chính như nhiều tướng lĩnh, quan lại đương thời, thường lấy đại cục làm trọng, nhiều lần điều hòa quan hệ giữ các phe cánh, góp phần làm ổn định nhà Tấn. Khi công thành danh tựu, ông không tham luyến quyền vị, chủ động rút lui kịp thời, nên được hậu thế trọng vọng và đánh giá cao.

## Thiếu niên thông tuệ
Tạ An xuất thân trong một gia đình vọng tộc ở Trần quận là họ Tạ, nhiều đời giữ chức vụ quan trọng trong triều đình nhà Tấn, được hiển vinh và giàu có, được nhân gian xưng tụng là Tạ gia lan ngọc chân môn hộ. Phụ thân ông là Tạ Bầu làm quan đến chức Thái thường khanh, chức vụ lớn trong triều đình. Bản thân Tạ An từ nhỏ đã là người thông tuệ, tài cao, có tính tình trầm mẫn, thích đọc sách, được nhiều người đánh giá cao, trong đó có danh nhân ở Tiếu quận là Hoàn Di khen ông là phong thần tú triệt. Đến năm mười ba tuổi thì thanh danh của ông đã trở nên rất nổi tiếng, vang xa đến tận quận Liêu Đông.

## Ẩn cư Đông Sơn

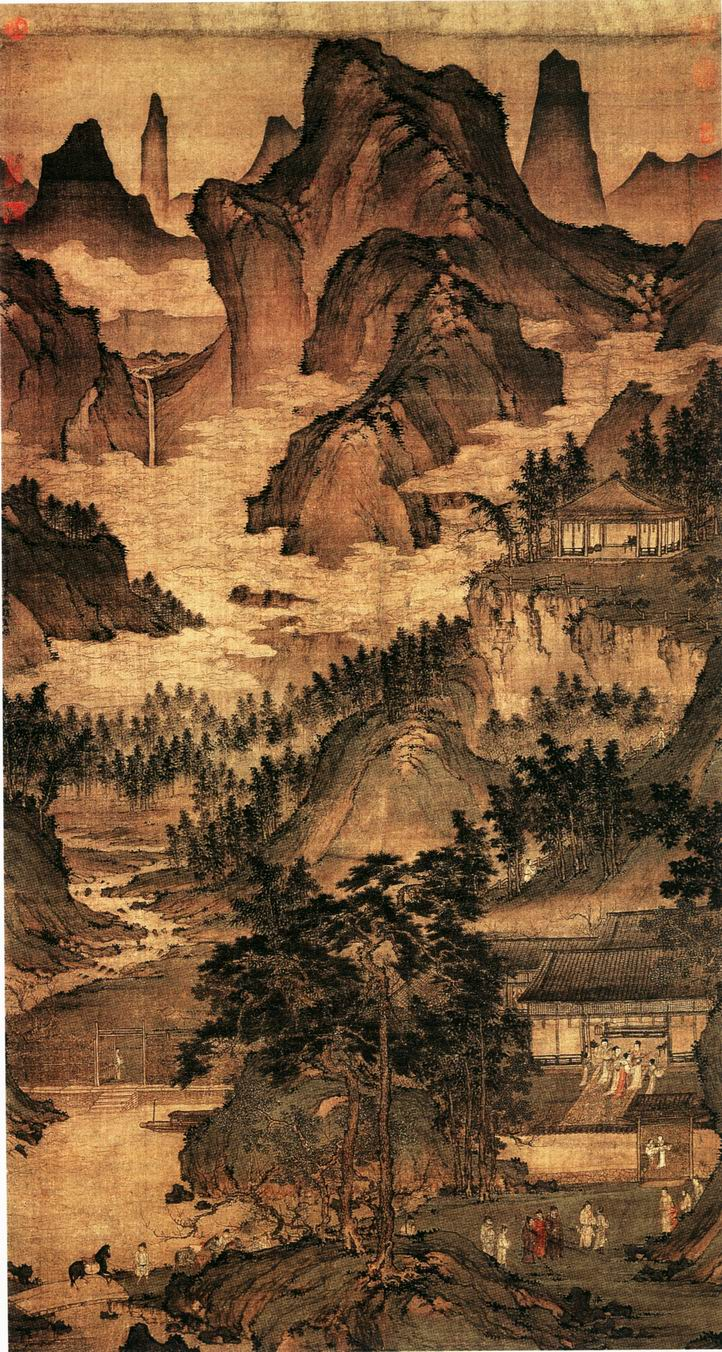
Bản đồ núi Đông Sơn

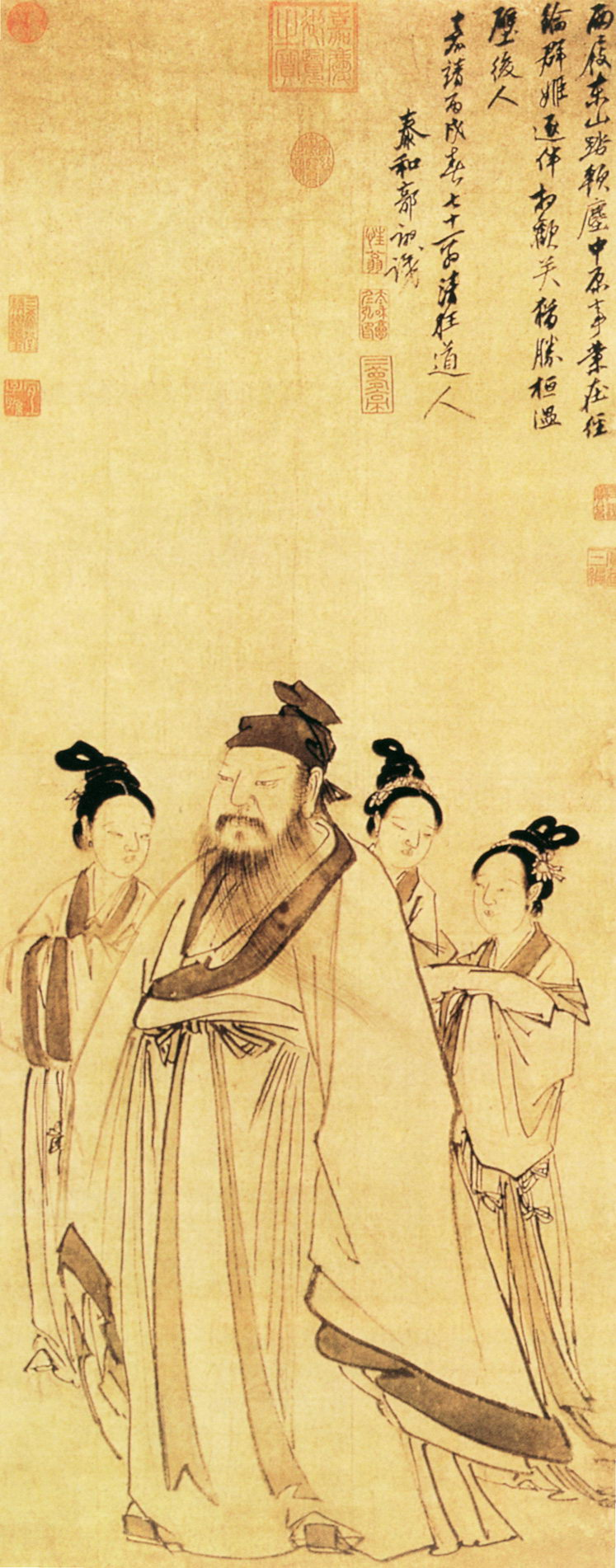
Tranh vẽ cảnh du ngoạn của Tạ An

Về sau, Tạ An được nhận chức Trữ tác lang trong phủ Tư đồ, nhưng chỉ được một thời gian thì ông cáo bệnh, từ chức và ẩn cư ở vùng Đông Sơn. Trong thời gian này, ông kết thân với nhiều danh sĩ như Vương Hi Chi, Hứa Tuân (ngươi quận Cao Dương),... thường lai vãng, du ngoạn hay thưởng thức âm nhạc ở nhiều nơi trong quận Cối Kê. Một lần ông cùng Tôn Xước vượt biển du ngoạn thì gặp bão to làm mọi người hoảng sợ không yên, duy chỉ có Tạ An vẫn không tỏ vẻ gì mà còn khuyên mọi người bình tĩnh, hoảng sợ không có ích gì. Cuối cùng giông tố tan đi, mọi người trong thuyền đều an toàn.
Cũng trong những năm tháng ẩn cư, Tạ An nổi tiếng với việc giáo dục con em của mình về nhiều lĩnh vực. Trong những người thân của ông, có cháu gái Tạ Đạo Uẩn là người giỏi, được ông rất yêu quý. Nghe thanh danh của ông, nhiều đại thần nắm quyền trong triều như Dương châu thứ sử Dữu Băng phái người đến quận mời ông ra làm quan, nhưng chỉ tháng sau ông từ chức ra về. Tiếp đến, ông không chịu nhận chức Lại bộ lang của Lại bộ thượng thư Phạm Uông tiến cử... Nhiều lần triều đình triệu Tạ An về kinh nhưng ông không đến, ẩn cư ở phía đông nam nhiều năm. Ông cũng thường đến núi Lâm An, ở trong nhà đá, có người bảo ông giống như Bá Di đời nhà Thương. Một lần nữa, đại thần Chu Nhân muốn dùng Tạ An ra giúp mình, nhưng ông cũng không nhận. Việc làm của ông được nhiều người xem trọng. Tể tướng nhà Tấn là Cối Kê vương Tư Mã Dục cũng cho rằng Tạ An có ưu điểm hơn người.

## Tái xuất triều đình
Năm 360, anh họ của Tạ An là Tạ Vạn làm Tây trung lang tướng, bị thua trận rồi bị phế làm dân thường. Dòng họ Tạ không còn người nào lĩnh chức quan lớn. Từ thời điểm đó, Tạ An mới bắt đầu tái xuất, được phong làm Tư mã trong phủ của thái úy Hoàn Ôn. Hoàn Ôn là đại tướng nắm quyền lớn trong tay, có mưu đồ cướp ngôi nhà Tấn nhưng Tạ An không đồng tình với Hoàn Ôn, thành ra lập trường chính trị đối lập rõ rệt, nhưng hai bên vẫn đánh giá cao về nhau. Về sau Hoàn Ôn muốn giết Tạ An, nhưng nghe nhiều người xưng tụng ông nên quyết định không ra tay.
Không lâu sau Tạ Vạn chết, Tạ An xin từ chức chịu tang. Về sau ông được Thừa tướng-Cối Kê vương Tư Mã Dục (tức Giản Văn Đế về sau), tiến cử là Ngô Hưng thái thú. Từ khi ông nhận chức ở đó, bách tính được an cư lạc nghiệp. Mấy năm sau, Tạ An được thăng làm thị trung.
Quyền hành của Hoàn Ôn trong triều ngày càng lớn, năm 370, Hoàn Ôn sau lần bắc phạt về kinh đã phế truất Tấn đế Tư Mã Dịch, lập Cối Kê vương Tư Mã Dục (Giản Văn đế), vu tội cho Vũ Lăng vương Tư Mã Hi, làm khuynh đảo triều đình. Tạ An cùng Vương Thản Chi, Vương Bưu liên hợp nhằm chống lại thế lực của Hoàn Ôn. Sang năm 372, Tấn Giản Văn Đế ốm nặng, Hoàn Ôn bèn tiến cử Tạ An đến thụ cố mệnh. Giản Văn Đế ban đầu muốn nhường ngôi cho Hoàn Ôn, bèn hạ lệnh nói: Nếu con nhỏ có thể phò tá thì phò tá, còn nếu không thì cứ tự giữ lấy. Vương Thản Chi lại đốt bỏ di chiếu, khóc nói với hoàng đế: Thiên hạ là của Tuyên, Nguyên, không thể do một tay bệ hạ định đoạt. Giản Văn Đế bèn đổi chiếu cho Hoàn Ôn phụ chính giúp con nhỏ, theo việc của Gia Cát Võ hầu và Vương Đạo ngày trước.

## Áp chế Hoàn Ôn
Giản Văn Đế mất, Hiếu Vũ Đế nối ngôi. Hoàn Ôn nghe tin mình không được nhận ngôi vua thì vô cùng tức giận, đưa quân vào kinh hô to khẩu hiệu: Tru Vương Tạ, di Tấn đình, có ý giết Tạ An và Vương Thản Chi. Trữ thái hậu sai hai ông đến Tân Đình đón Hoàn Ôn. Vương Thản Chi lo sợ, đến hỏi kế Tạ An. Tạ An không đổi sắc mặt mà đáp: Nhà Tấn còn hay mất là ở chuyến đi này rồi đến gặp Hoàn Ôn. Thấy ông đến, Hoàn Ôn cho trưng nhiều binh ra dọa làm cho Vương Thản Chi sợ đến biến sắc. Tạ An vẫn bình tĩnh nói với Ôn:
An này nghe rằng chư hầu có lễ chế, đóng ở bốn phương, minh công hà cớ gì mà đứng sau làm kẻ ác.
Hoàn Ôn cười, bảo rằng mình vô tri nên không biết, rồi triệt binh, đàm luận chuyện vui với Tạ An luôn một ngày. Việc đe dọa kinh sư của Hoàn Ôn chấm dứt. Sang năm 373, Hoàn Ôn chết, mối đe dọa Hoàn Ôn cướp ngôi kẻ như tiêu tan. Trước lúc chầu trời, Hoàn Ôn thượng thư lên Tấn triều cầu gia phong cửu tích. Tạ An chần chừ kéo dài thời gian. Không lâu sau Hoàn Ôn chết, không được cửu tích. Triều đình từ đó do Tạ An và Vương Thản Chi phò tá.
Sau cái chết của Hoàn Ôn, Tạ An tìm cách lấy lòng nhưng thực chất là chia rẽ nội bộ họ Hoàn, phong cho em Hoàn Ôn là Hoàn Xung từ Dương châu thứ sử là Kinh châu thứ sử, Kinh châu thứ sử Hoàn Hoát làm Chinh tây tướng quân, đốc quân sự năm châu Kinh, Dương, Ung, Giao, Quảng, chuyển đến Cô Thục; Cánh Lăng thái thú Hoàn Thạch Tú là Ninh Viễn tướng quân, đóng ở Tầm Dương..., bề ngoài ban chức trọng nhưng thực ra là cắt mất quyền lực của họ qua việc đưa người họ Hoàn ra khỏi ba châu quan trọng là Dương, Từ và Duyện.

## Đẩy lui quân Tần

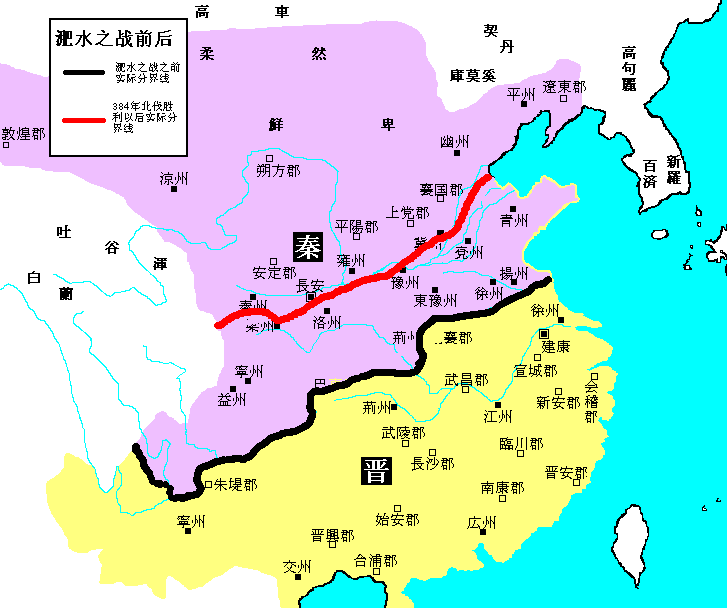
Bản đồ Nam-Bắc năm 378. Đoạn màu đỏ chỉ ranh giới hai miền sau cuộc bắc phạt năm 384 của nhà Tấn

Tạ An lại mời Trữ thái hậu (Hoàng hậu của Tấn Khang Đế) chấp chính. Tạ An được thăng làm Bộc xa, thứ sử Dương châu và thống lĩnh bộ lại, cùng phụ chính với Vương Bưu Chi và Vương Thản Chi. Tuy nhiên sang năm 375, Vương Thản Chi mất, Tạ An chỉ còn phụ chính một mình. Ông cho rằng việc triều chính phải do tất cả đại thần cùng tham gia bàn bạc, không hài lòng với việc giao hết triều đình cho hoàng tộc đảm nhiệm.
Năm 376, Tấn Hiếu Vũ Đế đã trưởng thành, bắt đầu tự quyết định chính sự. Tạ An được thăng lên chức Trung thư giám, Phiêu kị tướng quân Lục thượng thư sự, quyền hành như một vị tể tướng. Trong thời gian đầu làm tể tướng, Tạ An thấy rằng biên cương thường có giặc cướp hoành hành, hai châu Lương, Ích ít khi được yên, nhưng vẫn không dùng chính sách tiết kiệm, mặt khác ra lệnh cấm dân say rượu và tăng thuế. Khi cung thất bị hư hại, Tạ An ra lệnh tu sửa mặc dù trong nước vẫn còn bạo động nhưng nhân dân đều vui vẻ tuân theo. Về sau, Tạ An tiếp tục được thăng lên đến chức Thị trung, đô đốc năm châu Dương, Dự, Từ, Duyện, Thanh.
Cũng trong lúc đó, nước Tiền Tần đã thống nhất được miền bắc và lăm le đe dọa tới miền nam. Năm 373, vua Tần là Phù Kiên sai quân tấn công và chiếm Lương châu và Ích Châu. Sang năm 376, Tiền Tần tiêu diệt chư hầu của nhà Tấn là nước Bắc Lương, đánh tan của quân cứu viện của triều đình. Trước sự đe dọa của Tiền Tần, Tạ An cho di cư dân ở lưu vực sông Hoài Hà về nam. Sang năm 377, thành Quảng Lăng thiếu một tướng phòng thủ, Tạ An bèn tiến cử cháu là Tạ Huyền làm Duyện châu thứ sử, Vệ tướng quân, lo việc phòng thủ ở Giang Bắc, còn mình lo việc phòng thủ ở hạ du Trường Giang. Tạ Huyền ở Duyện châu tích cực tập hợp binh lực, về sau phát triển thành Bắc phủ quân, một đội quân nổi tiếng cuối thời Đông Tấn.
Năm 378, Phù Kiên sai con là Chinh Nam tướng quân Phù Phi dẫn 7 vạn quân tiến công thành Tương Dương, còn bản thân Phù Kiên thống lĩnh 10 vạn quân ở phía nam, phân quân tam lộ cùng tiến đánh Tương Dương. Trước lực lượng của quân Tần, đến tháng 2 năm 379, thành Tương Dương bị phá. Sau đó, Phù Kiên lại phái Bành Siêu tấn công Bành Thành và Hoài Nam. Trước tình thế ấy, Tạ An cho bố trí năm vạn quân phòng thủ chặt chẽ vùng Quảng Lăng. Cuối cùng, Tạ Huyền bốn lần liên tiếp đánh tan quân Tần, buộc Phù Kiên lui quân. Sau trận này, Tạ An được triều đình thăng làm Kiến Xương huyện công, Vệ tướng quân, Khai phủ nghi đồng tam ti..
Tháng 8 năm 383, Hoàn Xung dẫn 10 vạn quân bắc phạt Tiền Tần. Phù Kiên phái Phù Duệ, Mộ Dung Thùy, Diêu Trường và Mộ Dung Vĩ ra nghênh chiến, quân đông gần 90 vạn, lại lấy em là Phù Dung làm tiên phong. Tháng 7 cùng năm, Hoàn Xung rút về phía nam thì sang tháng 8, Phù Kiên lập tức nam hạ. Được tin, Tạ An sai Tạ Thạch là Đại đô đốc, Tạ Huyền làm tiên phong, cùng 8 vạn quân mã do Tạ Diễm, Hoàn Y chỉ huy, phân quân tam lộ nghênh địch. Đến tháng 11, Tạ Huyền phái Lưu Lao Chi dẫn 5000 quân, đánh bại quân Tần ở Lạc Giản, chém 10 tướng và diệt 5 vạn quân chủ lực của Kiên. Đến tháng 12 cùng năm, trận Phì Thủy nổ ra, Tạ Huyền, Tạ Diễm và Hoàn Y suất 7 vạn quân, tiêu diệt và đánh bại hoàn toàn lực lượng đông đảo của Tiền Tần, chém chết Phù Dung, giành được thắng lợi to lớn.

## Bắc phạt mở đất
Sau trận thắng Phì Thủy, Tạ An chuẩn bị việc bắc phạt nhằm giành lại đất đai miền bắc. Ông nói: Tiểu nhân bối đại phá tặc, sau đó ổn định dân tâm ở Kiến Khang. Năm 384, Tạ An dâng biểu thỉnh bắt phạt, được triều đình thăng làm đô đốc quân sự 15 châu Dương, Giang, Kinh, Tư, Dự, Từ, Duyện, Thanh, Ký, U, Tịnh, Ninh, Ích, Ung, Lương.
Sau trận chiến Phì Thủy, Hoàn Xung cũng mất, bèn đem con cháu họ Hoàn phó thác cho Tạ An. Tạ An lại đổi Tạ Huyền làm Thứ sử hai châu Kinh, Giang, phong cho gia tộc họ Hoàn, thiết lập quan hệ giữa Tạ thị và Hoàn thị. Đến tháng 8, Tạ An sai Tạ Huyền đưa quân từ Quảng Lăng bắc tiến, thu phục các châu Duyện, Thanh, Tư, Dự, mặt khác các cánh quân họ Hoàn cũng giành lại Lỗ Dương, Lạc Dương cùng hai châu Lương, Ích. Ranh giới bắc nam được chuyển từ Hoài Hà-Hán Thủy đến phía bắc Trường Giang, lãnh thổ Đông Tấn được mở rộng đáng kể.

## Qua đời
Sau thắng lợi ở lần bắc phạt, quyền thế họ Tạ trở nên rất lớn, Tạ Thạch làm Trung thư lệnh, Tạ Huyền làm Tiền tướng quân, sau lại được thăng làm Thái bảo, làm cho nội bộ hoàng gia lo ngại, nhất là Cối Kê vương Tư Mã Đạo Tử, con trai thứ của Giản Văn Đế, cộng thêm gương của Hoàn Thạch bị mất chức. Trước việc ấy, Tạ An quyết định từ bỏ quyền lực để tránh gây mâu thuẫn. Năm 385, tháng 4, Tạ An dâng biểu xin ra trấn Quảng Lăng, đốc suất bắc phạt. Nhưng không lâu sau, Lưu Lao Chi bị Mộ Dung Thùy đánh bại ở Nghiệp Thành, cuộc bắc phạt chấm dứt, Tạ An bèn đổi tiến công sang phòng thủ lại phòng tuyến Hoàng Hà, củng cố những vùng đã chiếm được.
　 
Tháng 8 năm 385, Tạ An bệnh nặng, bèn trở về Kiến Khang chữa trị. Đến ngày 22 năm đó, ông qua đời ở kinh đô, hưởng thọ 66 tuổi.
Lễ tang của Tạ An được tiến hành theo nghi lễ giống Hoắc Quang đời Hán, Vương Đạo và Hoàn Ôn. Tấn Hiếu Vũ Đế đích thân đến viếng, ban ông tước Lư Lăng quận công, thụy là Văn Tĩnh.

## Gia đình
- Cha: Tạ Bầu
- Anh em
  - Tạ Dịch, tự Vô Dịch, anh trưởng
  - Tạ Cư, tự Cư Thạch, mất sớm
  - Tạ Vạn (320 - 361), tự Vạn Thạch, em thứ tư
  - Tạ Thạch (327 - 389), tự Thúc Thạch, tham gia trận Phì Thủy, em thứ năm
  - Tạ Thiết, tự Thiết Thạch, làm quan đến chức Thái thú Vĩnh Gia
- Vợ: Lưu thị, em gái Lưu Đàm, thuở hàn vi thường cùng Tạ An bàn luận thế sự. Tính cách mạnh mẽ, không chịu cho chồng nạp thiếp. Về sau mất được an táng theo nghi lễ tương đồng với Tạ An[39][40]
- Con cái
  - Tạ Dao, sau nối tước Lư Lăng quận công, làm quan tới chức Lang Nha vương hữu.
  - Tạ Diễm, làm quan đến chức Vệ tướng quân, thứ sử Từ châu, Cối Kê nội sử, đô đốc quân sự năm quận, tước Vọng Thái công. Sau bị Tôn Ân giết chết, được truy tặng Thị trung, Tư không
  - Hai con gái, lấy Vương Mân và Vương Quốc Bảo[41].

## Di sản
Tạ An để lại cho đời sau nhiều áng văn hay, nổi tiếng như hai bài phú Lan Đình thi... Ngoài ra, ông còn là tác giả của nhiều câu danh ngôi nổi tiếng như
Tấn tộ tồn vong, thử tại nhất hành
Tiểu nhân bối phá đại tặc.
Khả tướng đương trục, liễu kì thử xử
Kiến chi nãi sử bất nhân yếm, nhiên xuất hộ khứ, bất phục sử nhân tư.
Thiên địa vô tri, thử bá đạo vô nhân.
Tần nhậm Thương Ưởng, nhị thế nhi vong.
Ngoài ra Tạ An cũng là một nhà thư pháp xuất sắc, được hậu thế ca ngợi. Thư pháp của ông có nét giống với đại văn hào Vương Hi Chi. Ông tỏ ra cảm động khi nghe thuyết Lương Sơn Bá, Chúc Anh Đài, bèn thượng tấu đề chữ khen ngợi.

## Đánh giá

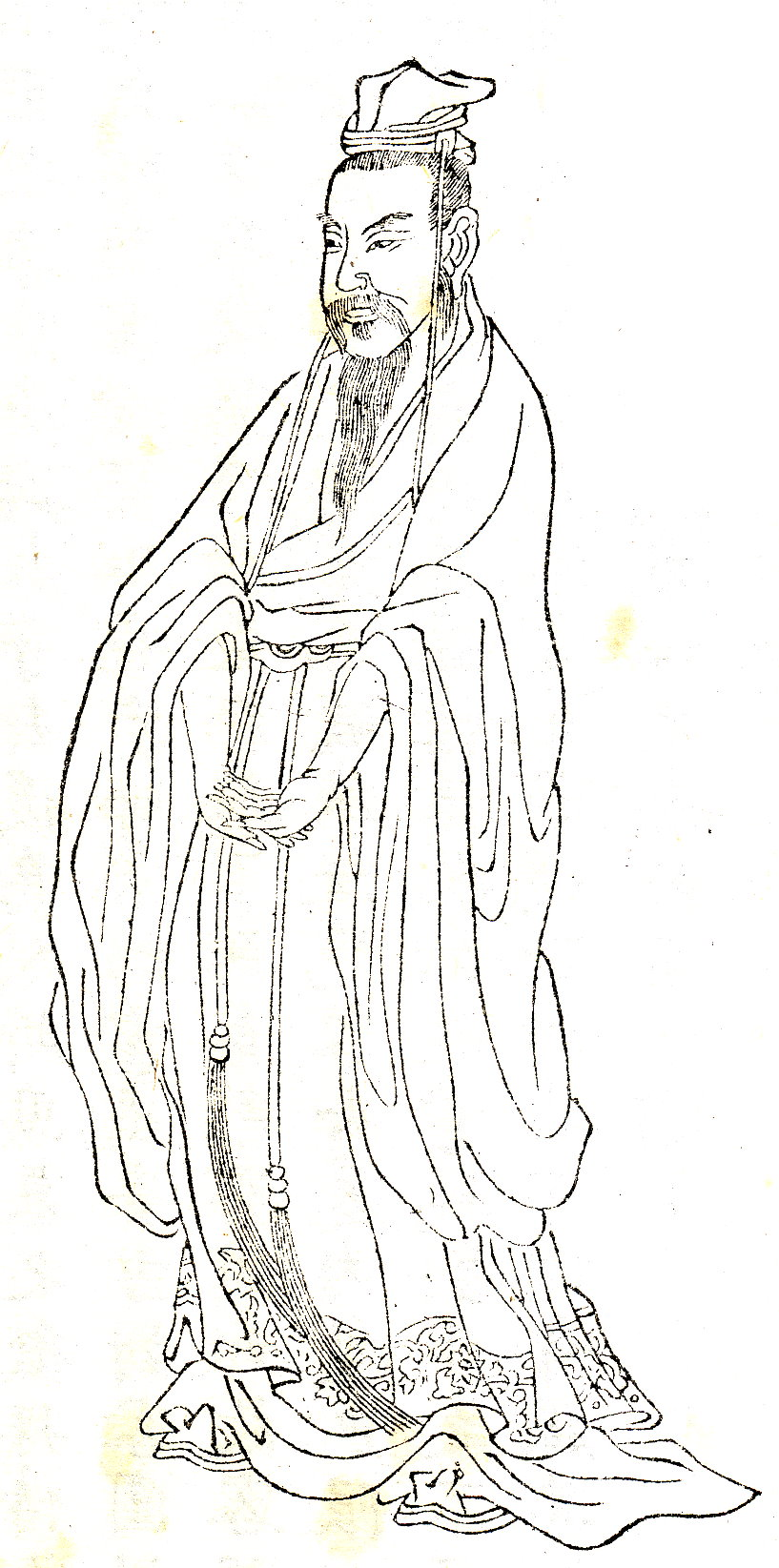
Chân dung Tạ An

Hậu thế thường so sánh Tạ An với tể tướng nhà Tống là Vương An Thạch bởi hai người có rất nhiều nét giống nhau như cùng làm quan đến chức tể tướng, tên tự của Tạ An trùng với húy của Vương... Vương An Thạch về sang ẩn cư ở Kim Lăng đã có lần đến nơi ở của Tạ An lúc sinh thời và bày tỏ niềm khâm phục đối với ông.
Nhà thơ Lý Bạch thời nhà Đường có thơ khen Tạ An
Tam xuyên bắc lỗ loạn như ma/Tứ hải nam bôn tự Vĩnh Gia/Đãn dụng đông sơn Tạ An Thạch/Vi quân đàm tiếu tĩnh hồ sa
Ngoài ra còn có nhiều bậc danh nhân khác cũng đánh giá cao Tạ An như Tô Thức, Trần Lượng đời Tống, Vương Phu Chi đời nhà Minh,... Dân gian từ đó đến nay thường gọi Tạ An với những danh xưng kính trọng như Tạ Thiên tuế, Tạ Thánh vương, Tạ vương công, Tạ lão nguyên suất, Quảng Huệ thánh vương, Quảng Huệ tôn vương, Quảng Ứng thánh vương, Quảng Ứng tôn vương, Hiển tế linh vương...　Thời Đường, tướng Trần Nguyên Quang dẫn quân tiến đến vùng Chương Châu, thăm đất hương hỏa của Tạ An đã tôn ông làm Quảng Huệ vương. Từ đó, danh xưng Quảng Huệ vương trở nên nổi tiếng và nhiều người truyền tụng từ vùng Chương Châu đến Phúc Kiến, Nam Dương và cả đảo Đài Loan. Nhiều nơi ở các vùng đất này đã lập miếu thờ cho ông và tôn sùng như một vị thần.